# Smiljana Rendić
Smiljana Rendić (Split, 27. kolovoza 1926. – Rijeka, 26. svibnja 1994.), bila je hrvatska novinarka, vatikanistica, kritičarka, prevoditeljica, pjesnikinja, polemičarka, judaistkinja, dugogodišnja suradnica Glasa Koncila. Domagojka po orijentaciji, katolikinja domoljubnog usmjerenja, dala velik je prinos hrvatskomu, posebice obnovljenomu katoličkom novinarstvu u drugoj polovici 20. stoljeća.
Živjela je na Trsatu u Rijeci, kao umirovljenica otkako je u siječnju 1973. godine zbog jednog od najznačajnijih tekstova iz Hrvatskog proljeća Izlazak iz genitiva ili drugi hrvatski preporod, bila osuđena po članku 118. Kaznenoga zakonika zbog čega je bila udaljena s posla u upravi časopisa Pomorstvo i prijevremeno umirovljena.

## Životopis
Smiljana Rendić rođena je u Splitu 27. kolovoza 1926. godine od oca Marka i majke Ivanice rođene Rusinović. Otac Marko, koji je bio poznati radićevac, umro joj je dok je bila dijete. Osnovnu školu i gimnaziju pohađala je i završila Splitu (1933. – 1940.). Od prvih gimnazijskih godina uključila se u katolički pokret domagojskog usmjerenja, a u doba Drugoga svjetskog rata njezina je duhovnost sazrijevala u uskom krugu koji se okupljao oko poznatog i neobičnog isusovca o. Stjepana Poglajna. 
Godine 1948. komunističke vlasti obitelji Rendić oduzele su imovinu i zajedno s majkom bila je istjerana iz stana. Ostala je bez ikakvih sredstava i nije mogla dovršiti školovanje, nego se odmah bila zaposlila u "Jugovinilu". Dohranivši majku u tijesnoj sobici, nakon majčine smrti preselila je u Rijeku gdje se, kao izvrstan znalac talijanskoga jezika bila zaposlila u uredništvu novina La Voce del Popolo. Ubrzo su je otkrili kao "klerikalku" i onemogućili. Zaposlila se u administraciji časopisa Pomorstvo i ostala ondje do suđenja potkraj 1972. godine. Bila je optužena zbog članka Izlazak iz genitiva ili drugi hrvatski preporod. Članak je objavljen u časopisu Kritika u broju 18, za svibanj i lipanj 1971. godine (str. 417-428.). Branio ju je kao odvjetnik bivši predsjednik Vrhovnog suda Republike Hrvatske Milan Vuković. 
Zbog tog teksta koji je dodatno raskrinkao zatiranje hrvatskoga jezika Novosadskim dogovorom i posrbljivanje hrvatskoga jezika kroz neki neprirodni projekt bila je osuđena na godinu dana strogog zatvora i na godinu dana zabrane nastupanja u javnosti. Vrhovni sud je u studenome 1973. godine kaznu strogog zatvora promijenio u uvjetnu, ali je ostala kazna gubitak radnog mjesta i prijevremena mirovina.
Broj časopisa Kritike u kojem je izašao taj članak je zabranjen.
Od tada je Smiljana Rendić živjela samo za svoje knjige i članke u Glasu Koncila. Riječka nadbiskupija i Glas Koncila pomogli su davši joj skromni smještaj u župnoj kući na Trsatu. S talijanskoga jezika na hrvatski jezik prevela je djelo Bernharda Häringa Il Sacro Cuore di Gesu e la salvezza del mondo (Srce Isusovo spasenje svijeta, 1984.).
Umrla je u Rijeci 1994. godine. Pokopana je na riječkome groblju Trsat.

## Djela
- Mi ovdje, Glasa koncila, Zagreb, 1965. (pod pseudonimom Berith)[12]
- Pozdrav Ignaciji, Biblioteka "Glasa koncila", Nadbiskupski duhovni stol, Zagreb, 1966. (pod pseudonimom Berith)[13]
- Crni šator, Biblioteka "Glasa koncila", Nadbiskupski duhovni stol, Zagreb, 1967. (pod pseudonimom Berith)[14]
- Molitva za milost slova, Glasa koncila, Zagreb, 1986.
- Proroštvo sv. Malahije: o papama i posljednjim vremenima, priredio Ivan Mužić, Biblioteka: Raskrižja, knj. 4, Naklada Bošković, Split, 2005.
- Katolički identitet i hrvatski preporod: rasprave, kritike, izvještaji, priredio i predgovor napisao Vlado Čutura, Biblioteka: Hrvatska katolička baština 20. stoljeća, knj. 22, Glas Koncila, Zagreb, 2012.

## Nagrade i priznanja
- Biskup Petar Čule odlikovao ju je svojom koncilskom medaljom, za suradnju u Glasu Koncila, 1965. godine.[15]
- O 25. obljetnici Glasa Koncila 1988. godine odlikovana je jedinstvenim odličjem "Zlatno pero" koje nadbiskupi izdavači ni prije ni poslije nisu nikome drugome dodijelili.[3]